# عاطفه رضوی
عاطفه رضوی نیا (زادهٔ ۱۵ اسفند ۱۳۴۷) هنرپیشه و چهره‌پرداز ایرانی است.

## زندگی
عاطفه رضوی در سال ۱۳۴۷ در شهر تهران متولد شد. او در سال ۱۳۶۳ در دورهٔ دبیرستان موفق به کسب رتبهٔ اول در اجرای نمایش شد و به دنبال آن توسط آموزش و پرورش ناحیه به وزارت ارشاد معرفی گردید. او دوره دو سالهٔ تئاتر را در تالار محراب گذراند و سال ۱۳۶۵ به عنوان هنرجوی گریم زیر نظر عبدالله اسکندری شروع به کار نمود.
وی بیشتر در حوزه تئاتر و همچنین به عنوان گریمور و طراح چهره‌پردازی فعالیت داشته‌است.
او خواهر بهروز رضوی است و نیز همسر اول مهرداد شکرابی بود که به دلایلی بعد از مدتی از هم جدا شدند. وی بعد از آن با حسین پاکدل نویسنده و کارگردان ازدواج کرده‌است.

## فعالیت ها

### طراح چهره‌پردازی
- آدمکش (۱۳۸۸)
- حریم (۱۳۸۷)
- رئیس (۱۳۸۵)
- تله (۱۳۸۴)
- حکم (۱۳۸۴)
- قتل آنلاین (۱۳۸۴)
- برگ برنده (۱۳۸۲)
- مزاحم (۱۳۸۰)
- هفت ترانه (۱۳۸۰)
- بوی کافور، عطر یاس (۱۳۷۸)
- شهر زنان (۱۳۷۷)
- روزی که هوا ایستاد (۱۳۷۶)
- ساغر

### چهره‌پردازی
- کتونی سفید (۱۳۸۶)
- برگ برنده (۱۳۸۲)
- مزاحم (۱۳۸۰)
- هفت ترانه (۱۳۸۰)
- آب و آتش (۱۳۷۹)
- بوی کافور، عطر یاس (۱۳۷۸)
- داستان‌های جزیره (اپیزود اول، دختردایی گمشده) (۱۳۷۷)
- ساغر (۱۳۷۶)
- عشق گمشده (۱۳۷۵)
- مرد آفتابی (۱۳۷۴)
- روزهای خوب زندگی (۱۳۷۳)
- کیمیا (۱۳۷۳)
- روز فرشته (۱۳۷۲)
- یک مرد یک خرس (۱۳۷۱)
- خانه خلوت (۱۳۷۰)
- راز چشمه سرخ (۱۳۷۰)
- شب‌های زاینده‌رود (۱۳۶۹)
- عروس (۱۳۶۹)
- دزد عروسک‌ها (۱۳۶۸)
- مادر (۱۳۶۸)
- روز باشکوه (۱۳۶۷)
- زرد قناری (۱۳۶۷)
- سال‌های خاکستری (۱۳۶۷)
- خانهٔ مثل شهر (۱۳۶۶)
- ردپایی بر شن (۱۳۶۶)

### بازیگری

#### فیلم سینمایی
| نام فیلم                            | سال  | کارگردان           | نقش   |
| ----------------------------------- | ---- | ------------------ | ----- |
| آن‌سوی آتش                           | ۱۳۶۶ | کیانوش عیاری       |       |
| زیر بام‌های شهر                      | ۱۳۶۸ | اصغر هاشمی         |       |
| نرگس                                | ۱۳۷۰ | رخشان بنی‌اعتماد    |       |
| یک مرد یک خرس                       | ۱۳۷۱ | مسعود جعفری جوزانی |       |
| زینت                                | ۱۳۷۲ | ابراهیم مختاری     |       |
| نجات یافتگان                        | ۱۳۷۴ | رسول ملاقلی‌پور     | مریم  |
| سفر به چزابه                        | ۱۳۷۴ | رسول ملاقلی‌پور     |       |
| چهره                                | ۱۳۷۴ | سیروس الوند        |       |
| بانوی اردیبهشت                      | ۱۳۷۶ | رخشان بنی‌اعتماد    |       |
| قصه‌های، کیش اپیزود اول: کشتی یونانی | ۱۳۷۷ |                    |       |
| افسانه پوپک طلائی                   | ۱۳۷۷ |                    |       |
| رقص شیطان                           | ۱۳۷۹ |                    |       |
| قصه‌ها                               | ۱۳۹۰ | رخشان بنی‌اعتماد    |       |
| عروس خیابان فرشته                   | ۱۳۹۹ | مهدی خسروی         | پروین |

#### فیلم تلویزیونی
| نام فیلم   | سال  | کارگردان     | نقش |
| ---------- | ---- | ------------ | --- |
| بی‌بی خاتون | ۱۳۸۸ | شهره لرستانی |     |

#### مجموعه نمایش خانگی
| نام مجموعه | سال  | کارگردان     | نقش  |
| ---------- | ---- | ------------ | ---- |
| خاتون      | ۱۴۰۰ | تینا پاکروان | قدرت |
| تاسیان     | ۱۴۰۳ | تینا پاکروان | شکوه |

#### مجموعه تلویزیونی
| سال  | نام سریال          | کارگردان                   | شبکه پخش‌کننده مناسبت پخش   |
| ---- | ------------------ | -------------------------- | -------------------------- |
| ۱۳۷۴ | سفر به چزابه       | رسول ملاقلی‌پور             | شبکه ۲                     |
| ۱۳۷۹ | همسایه‌ها           | محمدحسین لطیفی             | شبکه ۳                     |
| ۱۳۷۹ | کمین               | مسعود کرامتی               | شبکه ۳                     |
| ۱۳۸۲ | رؤیای ناتمام       | جواد اردکانی               | شبکه ۲پخش در ماه رمضان     |
| ۱۳۸۲ | کاکتوس (سری سوم)   | محمدرضا هنرمند             | شبکه ۱                     |
| ۱۳۸۴ | رو به آسمان        | بیژن میرباقری              | شبکه ۳                     |
| ۱۳۸۶ | شکرانه             | سعید سلطانی                | شبکه تهرانپخش در ماه رمضان |
| ۱۳۸۶ | جایی نزدیک آسمان   | سامان سالور                | شبکه ۱                     |
| ۱۳۸۷ | آینه‌های نشکن       | جواد اردکانی               | شبکه ۲                     |
| ۱۳۹۰ | میلیاردر           | علیرضا امینی               | شبکه ۱                     |
| ۱۳۹۳ | سال‌های ابری        | مهدی کرم پور               | شبکه ۲                     |
| ۱۳۹۴ | کیمیا              | جواد افشار                 | شبکه ۲                     |
| ۱۳۹۵ | پرستاران (فصل اول) | علیرضا افخمیشهرام شاه‌حسینی | شبکه ۱                     |
| ۱۳۹۷ | احضار روح          | محمدرضا آهنج               | شبکه آیو                   |

#### تئاتر
- حضرت والا
- رقص زمین (۱۳۸۸)
- آبی مایل به صورتی (نامزد دریافت تندیس بهترین بازیگر زن تئاتر فجر سال۹۶) ۱۳۹۶
- خروس لاری
- دی و آذر ۹۷
- کوکوی کبوتران حرم
- کابوس حضرت اشرف
- کوروش
- برنارد مرده‌است
- یک روز آفتاب ناگهان
- هامون بازها
- امر ملوکانه

گویندگی
خوانش کتابهای صوتی سال بلوا اثر عباس معروفی و کتاب صوتی  چهار اثر از فلورانس اثر معروف اسکاول شین

## جوایز و نامزدها
- برنده تندیس زرین بهترین بازیگر نقش اول زن از دومین جشن خانه سینما برای بازی در فیلم «نجات یافتگان» - ۱۳۷۷